# ليام كاديس
ليام كاديس (بالإنجليزية: Liam Caddis)‏ (20 سبتمبر 1993 في المملكة المتحدة - ) هو لاعب كرة قدم بريطاني في مركز الوسط. شارك مع منتخب اسكتلندا تحت 19 سنة لكرة القدم. أما مع النوادي، فقد لعب مع سانت جونستون ونادي ألوا أثليتيك ونادي اربوراث ونادي كاودينبيث لكرة القدم.

## وصلات خارجية
- ليام كاديس على موقع قاعدة بيانات كرة القدم.إي يو (الإنجليزية)
- ليام كاديس على موقع Soccerbase.com (لاعب) (الإنجليزية)
- ليام كاديس على موقع Soccerway.com (الإنجليزية)